# Andreas Werckmeister
Andreas Werckmeister (Benneckenstein, 30 novembre 1645 – Halberstadt, 26 ottobre 1706) è stato un compositore, organista e teorico della musica tedesco.

## Biografia
Nato in Germania a Benneckenstein, Andreas Werckmeister studiò a Nordhausen ed a Quedlinburg. Ricevette un'istruzione musicale dagli zii Heinrich Christian Werckmeister e Heinrich Victor Werckmeister. Nel 1664 divenne organista nella città di Hasselfelde; nel 1674 si trasferì a Elbingerode; e infine nel 1696 fu organista della Martinskirche in Halberstadt.
Werckmeister oggi è conosciuto e ricordato soprattutto come teorico della musica, che lui chiama scientia mathematica; nelle sue opere Musicae mathematicae hodegus curiosus oder richtiger musicalischer Weg-Weiser (1686) e Musicalische Temperatur (1691) egli conia il termine buon temperamento (in tedesco Wohltemperierte Stimmung), che designa qualsiasi sistema di accordatura che permettesse di suonare in tutte le tonalità, in contrasto con il temperamento mesotonico di uso corrente nei secoli XVI e XVII. Descrisse inoltre un sistema di tali temperamenti, i temperamenti Werckmeister.
Gli studi di Werckmeister erano particolarmente noti a Johann Sebastian Bach, in particolare quelli riguardanti il contrappunto ed il temperamento. Si ritiene che Il clavicembalo ben temperato di Bach fosse stato composto tenendo ben presenti gli studi teorici di Werckmeister e fornendo ad essi un valido sostegno.
Werckmeister pensava che un contrappunto ben costruito, specialmente il contrappunto doppio, rispecchiasse un ordine celeste, analogamente a Keplero, rifacendosi al concetto dell'armonia delle sfere. Secondo diversi studiosi, nessun altro musicista del suo tempo considerò così inequivocabilmente la musica come il risultato finale dell'opera di Dio, il che lo accomuna ancora a Bach.

## Scritti
- Musicae mathematicae hodegus curiosus oder richtiger musicalischer Weg-Weiser (1686)
- Musicalische Temperatur (1691)
- Hypomnemata Musica (1697)
- Erweiterte und verbesserte Orgelprobe (1698)
- Die nothwendigste Anmerkungen und Regeln (1698)
- Cribum Musicum (1700)
- Harmonologia Musica (1702)
- Musicalische Paradoxal-Discourse (1707)

## Composizioni
Delle sue composizioni rimangono solo dei brani per violino e basso continuo dal titolo Musikalische Privatlust (1689) e una cantata natalizia, Wo ist der Neugeborne König der Juden.

## Filmografia
- Le armonie di Werckmeister (Werckmeister harmóniák) (Ungheria, 2000), film diretto da Béla Tarr.